# W3Schools
W3Schools è un sito di e-learning per esercitazioni, sviluppo web e web design.

## Funzionalità
Il sito ospita un'ampia raccolta di esempi di codice sorgente di vari linguaggi con tutorial gratuiti in inglese, solitamente modificabili e eseguibili interattivamente tramite un editor live. L'editor nasconde gli elementi di intestazione e di contorno del codice, in modo da focalizzare l'utente sul codice testato (sandbox dello sviluppatore). Le esercitazioni sono suddivise in capitoli in base ai linguaggi di sviluppo. Oltre alle nozioni di base e alcune tecnologie avanzate (come HTML5, framework e librerie), sono raccolte configurazioni ed esempi di implementazione grafici o relativi alle applicazioni, nonché un focus sui singoli elementi del linguaggio di programmazione (i cosiddetti "Riferimenti"). C'è anche un canale YouTube che raccoglie e spiega alcune nozioni sullo sviluppo web e un forum internet.
I linguaggi e framework supportati includono HTML, CSS, JavaScript, JSON, PHP, AngularJS, Angular 2+, SQL, Bootstrap, Node.js, jQuery, XQuery, AJAX e XML.

## Storia e curiosità
Il sito è online dal 1998. Il nome è ispirato al World Wide Web e non dev'essere confuso con il World Wide Web Consortium (W3C). È la più grande piattaforma di sviluppo web al mondo. Al giugno 2019 ha un ranking Alexa di 150 e raggiunge più di 10 milioni di visite uniche al mese.